# 粘液変性
粘液変性（ねんえきへんせい、英: mucinous degeneration）とは上皮性粘液ないし結合組織性（間葉性）粘液の産生異常を原因とする変性の総称。粘液は糖タンパク質により構成されており、粘液変性の存在領域はPAS染色やアルシアンブルー染色でよく染色される。上皮性粘液による粘液変性は粘液分泌の亢進に起因し、カタル性炎症、胃癌、卵巣嚢腫などで出現し、結合組織性粘液による粘液変性は粘液水腫や一部の腫瘍で出現する。